# Катастрофа Boeing 737 в Стамбуле
Катастрофа Boeing 737 в Стамбуле — авиационная катастрофа, произошедшая 5 февраля 2020 года. Авиалайнер Boeing 737-800 авиакомпании Pegasus Airlines выполнял внутренний рейс PC2193 по маршруту Измир — Стамбул, но при посадке в пункте назначения выкатился за пределы взлётной полосы и упал с обрыва. От удара о землю самолёт разрушился на три части и загорелся. На его борту находились 183 человека (177 пассажиров и 6 членов экипажа), из них погибли 3.

## Самолёт
Boeing 737-86J (регистрационный номер TC-IZK, заводской 37742, серийный 2796) был выпущен в 2009 году и 23 января совершил первый полёт. 17 февраля того же года был передан авиакомпании Air Berlin (борт D-ABKD). 12 мая 2016 года был куплен авиакомпанией Pegasus Airlines, в которой получил бортовой номер TC-IZK и имя Açelya. Оснащён двумя турбовентиляторными двигателями CFM International CFM56-7B24.

## Экипаж
Командиром экипажа был Махмут Аслан (тур. Mahmut Aslan, гражданин Турции), вторым пилотом был Фердинанд Пондаг (нидерл. Ferdinand Pondaag, гражданин Нидерландов).

## Катастрофа
Рейс 2193 осуществлялся из аэропорта имени Аднана Мендереса в Стамбул без инцидентов. Примерно в 18:30 по местному времени самолёт попытался приземлиться в аэропорту Стамбула имени Сабихи Гёкчен во время сильного дождя и ветра. Фронт с сильными порывами ветра на момент аварии  проходил именно через этот район. 
Министр транспорта Турции назвал аварию «грубой посадкой», самолёт не смог вовремя остановиться на ВПП. Он съехал со взлётно-посадочной полосы, слетел к оврагу и врезался в ограждение, развалившись на три части, при этом передняя секция фюзеляжа особенно повредилась. Пассажиры смогли покинуть самолёт через дырки между оторванными секциями фюзеляжа. Начался пожар, который впоследствии был потушен.

## Расследование
Главная прокуратура Анатолии начала расследование по факту произошедшего. По предварительной версии, причина случившегося — плохие погодные условия.